# 海子镇 (安龙县)
海子镇，是中华人民共和国贵州省黔西南布依族苗族自治州安龙县下辖的一个乡镇级行政单位。
2015年1月21日，贵州省人民政府批复同意安龙县乡镇行政区划调整，新设置的海子镇辖原海子乡，镇人民政府驻海子村。

## 行政区划
海子镇下辖以下地区：
海子村、石丫口村、大地村、车头村、沙厂村、堡堡村、卡作村、箐口村、安岭村和马赤黑村。